# Blossom Park
Blossom Park är en stadsdel i Kanadas huvudstad Ottawa, i provinsen Ontario.   Blossom Park ligger 95 meter över havet och antalet invånare är 14 060.